# Benjamín Subercaseaux
Pour les articles homonymes, voir Famille Subercaseaux.
Benjamín Subercaseaux Zañartu, né à Santiago (Chili) le 20 novembre 1902 et mort à Tacna (Pérou), le 11 mars 1973  est un écrivain et essayiste chilien. Il reçut en 1963, pour l'ensemble de son œuvre, le Prix national de Littérature du Chili.

## Biographie

### Jeunesse
Il est né à Santiago du Chili, le 20 novembre 1902, au sein de la famille Subercaseaux, une des plus fortunées du Chili. Il est le fils de Benjamín Subercaseaux Browne et d'Ida Zañartu Luco. Son père mourut peu après sa naissance et il fut élevé par sa mère et sa grand-mère maternelle, Juana Browne.

### Une passion pour la France
Dès 1909, alors qu'il est encore enfant, il séjourne dans plusieurs pays en Europe, surtout en France, pays de ses lointains ancêtres. De retour au Chili, il continue des études à la maison, mais en 1912 il entreprend de véritables études à l'Institut national puis au Collège des Sacrés-cœurs.

### Des études en psychologie
À l'âge de 16 ans, il s'inscrit à la faculté de médecine de l'Université du Chili, mais il n'apprécie pas ces études et retourne à Paris, la ville qu'il a connue durant une partie de son enfance. Il s'inscrit à l'Université de la Sorbonne et obtiendra un diplôme en psychologie. Par la suite, il entreprend de longs voyages en Europe, en Afrique et jusqu'en Océanie. Il s'imprègne d'autres cultures et développe de ce fait une relation qui deviendra conflictuelle avec le Chili.

### Retour au Chili
En 1927, il retrouve le Chili et fait son services militaire. Il entreprend une vaste œuvre littéraire qui comprendra des romans, des essais, des pièces de théâtre, de la poésie, des contes, des articles de revue et des conférences.
Son expérience de l'étranger se révèle à travers ses œuvres critiques où il questionne pour la première fois certains aspects de la culture chilienne.
Sa formation universitaire en France l'a amené à écrire ses premiers livres en français sous le pseudonyme de Lord Jim : Le Voyage sans but et sans fin (1929), 50° Latitude sud (1930) et Propos sur Rimbaud (1930). Il commence à cette époque à écrire des articles dans la revue Zig-Zag. C'est dans cette même revue qu'il écrira plus tard de nombreux articles satiriques, entre les années 1951 et 1956, sur des traits particuliers de la société chilienne.

### Retour en Europe
En 1932, il retourne en Europe. Il y développe son intérêt pour la médecine, l'anthropologie et la sociologie, et publie quelques ouvrages de nature scientifique. En 1936, il publie son premier recueil de vers : Quince poemas directos, lequel sera ignoré par la critique. Il publie également Mar amargo, qui sera adapté pour le théâtre.
En 1938, il écrit l'un des livres les plus intimes de son œuvre littéraire, un récit de son enfance qu'il intitule Niño de lluvia. En 1940, il écrit Chile o una loca geografía, une sorte d'éloge de son pays, mais qui n'exclut pas certaines critiques. Les années suivantes verront son œuvre prendre une place toujours plus importante dans la littérature chilienne.

### États-Unis d'Amérique
Il publiera en 1943, un livre sur son expérience des États-Unis : Retorno de U.S.A: New York spring 43. En 1946, il publie Tierra de océano: la epopeya marítima de un pueblo terrestre, où il examine l'importance de l'océan pour les Chiliens. En 1950, il publie son roman Jemmy Button, qui sera son ouvrage qui connaîtra le plus de succès et, en 1954, Santa Materia, qu'il considérera comme son plus grand livre. En 1952, il obtient le prix de journalisme Camilo Henríquez.

### Dernières années
Il annonce en 1956 qu'il se retire de la carrière pour se consacrer à la recherche scientifique. En 1957, il reçoit la distinction d'officier de la Légion d'honneur du gouvernement français. En 1963 il reçoit le Prix national de Littérature du Chili pour l'ensemble de son œuvre littéraire.
Durant les dernières années de sa vie, Benjamín Subercaseaux fut consul pour son pays à Paris puis à Mendoza, en Argentine. Il termina sa vie à Tacna au Pérou.

## Œuvres
- Le Voyage sans but et sans fin, 1929
- 50°, Latitude sud, 1930
- Propos sur Rimbaud, 1930.
- Mar amargo, Santiago, Nascimento, 1936, 39 p.
- Quince poemas directos, Santiago, Nascimento, 1936. 39 p.
- Zoé, Santiago, Nascimento, 1936, 279 p.
- Y al oeste limita con el mar, Santiago, Ercilla, 1937, 165 p.
- Niño de lluvia, Santiago, Nascimento, 1938, 85 p.
- Rahab, Santiago, Nascimento, 1938, 151 p.
- Chile o una loca geografía, Santiago, Ercilla, 1940, 424 p.
- Daniel: (niño de lluvia), Santiago, Ercilla, 1942, 253 p.
- Tierra de océano, la epopeya marítima de un pueblo terrestre, 1946
- Jemmy Button, Santiago, Ercilla, 1950, 635 p.
- Santa Materia, 1954
- Pasión y epopeya de "Halcón ligero", tragedia en cinco actos, Santiago, Nascimento, 1957, 178 p.
- El Hombre inconcluso, Santiago, Andrés Bello, 1962
- Historia inhumana del hombre, Santiago, Ercilla, 1963